# Leucania funerea
Leucania funerea là một loài bướm đêm trong họ Noctuidae.